# 里亞斯諾皮爾

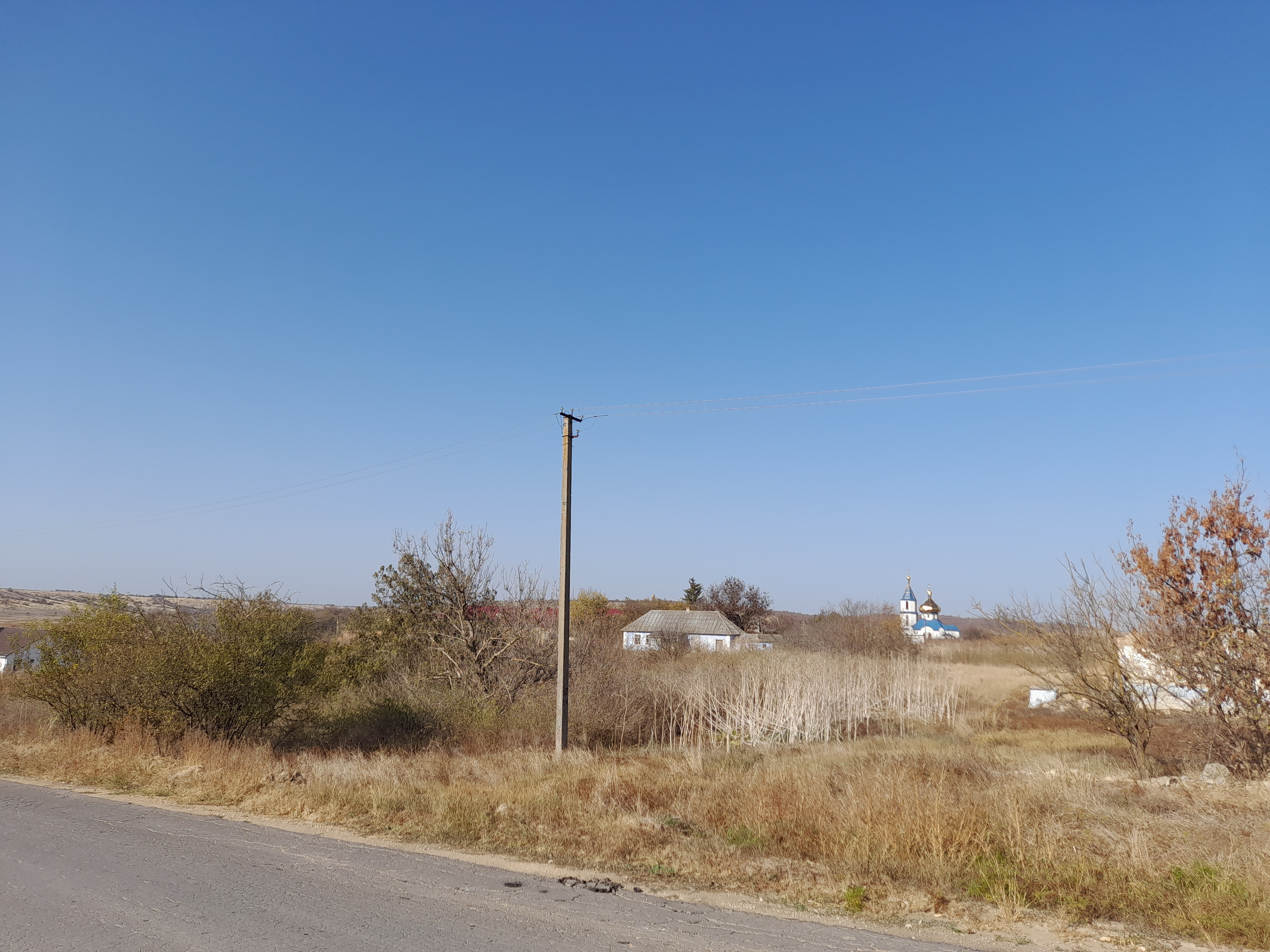
里亚斯诺皮尔

里亞斯諾皮爾（羅馬化：Ryasnopil'）是位於烏克蘭西南部的村莊，由敖德萨州贝雷济夫卡区的新卡利切韋市鎮負責管轄。該村始建於1791年，面積3.14平方公里，海拔高度15米，2001年人口945，人口密度每平方公里301.15人。